# Karl Sundlöv och livets hörnpelare
Karl Sundlöv och livets hörnpelare är en svensk animerad kortfilm från 2001 i regi av Johan Hagelbäck.
Filmen manifesterar åsikten att det ibland kan vara bra att inte kunna koncentrera sig när man går i skolan då man då skulle kunna upptäcka om det började brinna i huset bredvid, vilket man inte skulle ha gjort om man hade haft näsan i skolböckerna.
Manuset till Karl Sundlöv och livets hörnpelare skrevs av Hagelbäck som även var producent och fotograf. Filmen hade premiär den 23 oktober 2001 på Uppsala kortfilmsfestival och året efter visades filmen på bland andra Göteborgs filmfestival och Umeå filmfestival.
Filmen belönades med flera priser. 2001 fick den juryns specialpris vid Uppsala kortfilmsfestival och 2002 ett hedersomnämnande vid en festival i Poznań och pris för bästa animation vid International Short Film Festival i Drama. Den nominerades även till en Guldbagge i kategorin Bästa kortfilm.